# HD 70642 b
HD 70642 b è un pianeta gigante gassoso che orbita attorno alla stella nana gialla HD 70642, ad una distanza di circa 3,23 UA in un periodo di circa 5,66 anni.
Gran parte degli astronomi considerano il pianeta un gemello di Giove, poiché svolge un ruolo nel sistema simile a quello svolto da Giove nel Sistema solare, con alcune differenze: HD 70642 b si trova ai tre quinti della distanza di Giove dal Sole, è due volte più massiccio ed ha un'eccentricità orbitale pari ai due terzi di quella del gigante del nostro Sistema. Presumibilmente HD 70642 b possiede un sistema di satelliti naturali simile a quello di Giove.